# Mount Holyoke College
Mount Holyoke College est une université pour femmes, située à South Hadley, dans le Massachusetts, aux États-Unis. Elle fait partie du groupe des Sept Sœurs, grandes universités américaines s'étant rapprochées en 1927 en vue de promouvoir la formation universitaire pour les femmes.

## Histoire
Mount Holyoke College est fondé en 1837 par la pédagogue Mary Lyon — qui en sera la première directrice jusqu'à sa mort en 1849 —, sous le nom de Holyoke Female Seminary ; il deviendra le Mount Holyoke Seminary and College en 1888, puis le Mount Holyoke College en 1895. Cette institution est l'une des plus anciennes universités pour femmes des États-Unis et la plus ancienne de la ligue des Sept Sœurs, groupement d'universités pour femmes fondé à l'origine pour créer une alternative à la Ivy League exclusivement masculine. À ses débuts en 1837, il compte environ 80 étudiantes et, dès 1838, 400 candidatures sont refusées par manque de place dans les locaux. Dès ces premières années, l'institution se dote de davantage de bâtiments et élargit l'offre des disciplines enseignées.
Le Holyoke Female Seminary (Séminaire pour femmes de Holyoke) n'a jamais été détenu par un groupe religieux, mais il a été d'abord associé avec le Congrégationalisme de la Nouvelle-Angleterre.
L'établissement tient son nom de sa proximité avec le mont Holyoke.

## Scolarité
Les parcours d'enseignement de Mount Holyoke College sont fondés sur les arts libéraux ainsi que les sciences. Les cursus qui mènent à l'obtention du Bachelor of Arts (licence) ont trait aux humanités, à la science, aux mathématiques et aux sciences sociales. Pour les étudiantes plus âgées, le collège propose le parcours « Frances Perkins », du nom d'une ancienne étudiante qui a été la première femme à siéger dans le cabinet présidentiel américain.
Mount Holyoke College accueille 2 210 étudiantes en 2018-2019. 
Mount Holyoke College est classé 20e sur la liste des meilleures universités d'arts libéraux des États-Unis établie en 2018 par le Times Higher Education U.S. College Ranking et 30e sur la liste des « Best liberal arts colleges in the United States 2019 ».
Mount Holyoke est membre de la « Pioneer Valley », du Five College Consortium (en) (qui comprend le Amherst College, le Hampshire College (en), le Smith College et l'université du Massachusetts à Amherst ),, de l'Annapolis Group (en), et de l'Oberlin Group (en). Il fait également partie d'un ensemble d'échanges coopératifs regroupant douze collèges et universités de la Nouvelle-Angleterre.

## Personnalités liées au collège

### Principales duMount Holyoke Female Seminary
- 1837-1849 : Mary Lyon
- 1849-1850 : Mary C. Whitman (en)[6]
- 1850-1865 : Mary W. Chapin (en)[6]
- 1865-1867 : Sophia D. Stoddard (en)
- 1867-1872 : Helen M. French (en)
- 1872-1883 : Julia E. Ward (en)
- 1883-1889 : Elizabeth Blanchard (en)

### Présidentes du  Mount Holyoke College
- 1889 : Mary A. Brigham (en), élue mais décédée avant sa prise de fonction.
- 1889-1890 : Louisa F. Cowles (en), présidente intérimaire non élue,
- 1890-1900 : Elizabeth Storrs Mead, première présidente
- 1900-1937 : Mary Emma Woolley
- 1937-1957 : Roswell G. Ham (en)[7]
- 1957-1968 : Richard Glenn Gettell (en)[8]
- 1968-1969 : Meribeth E. Cameron (en)[9]
- 1969-1978 : David Truman (en)[10]
- 1978-1995 : Elizabeth Topham Kennan (en)[11]
- 1996-2010 : Joanne V. Creighton (en)[12]
- 2010-2016 : Lynn Pasquerella (en)[13]
- 2016- : Sonya Stephens (en)[14]

### Professeurs
- Elizabeth Adams (1892-1962), zoologie, embryologie et génétique
- Concha de Albornoz (1900-1972), littérature espagnole[15]
- Mildred Allen (1894-1990), physique
- Elisabeth Bardwell (1831-1899), mathématiques, physique, astronomie
- Rachel Bespaloff (1895-1949), littérature et civilisation françaises
- Emma Perry Carr (1880-1972), chimie
- Shirley Chisholm (1924-2005) première femme afro-américaine élue au Congrès des États-Unis
- William Churchill Hammond (en) (1860-1949), enseignant en musique
- Elizabeth Laird (1874-1969), physique
- Marie Litzinger (1899-1952), mathématiques
- Jeannette Augustus Marks (1875-1964), littérature anglaise
- Henry Rox (1899-1967), sculpture et histoire de l'art
- Annah May Soule (1859-1905) professeure américaine d'économie politique et d'histoire des États-Unis
- Genevieve Taggard (1894-1948)
- Jean Wahl (1888-1974), philosophie

### Étudiantes
- Tahmima Anam, 1997, romancière
- Virginia Apgar, 1929, médecin
- Anne W. Armstrong, romancière
- Elisabeth Bardwell, 1866

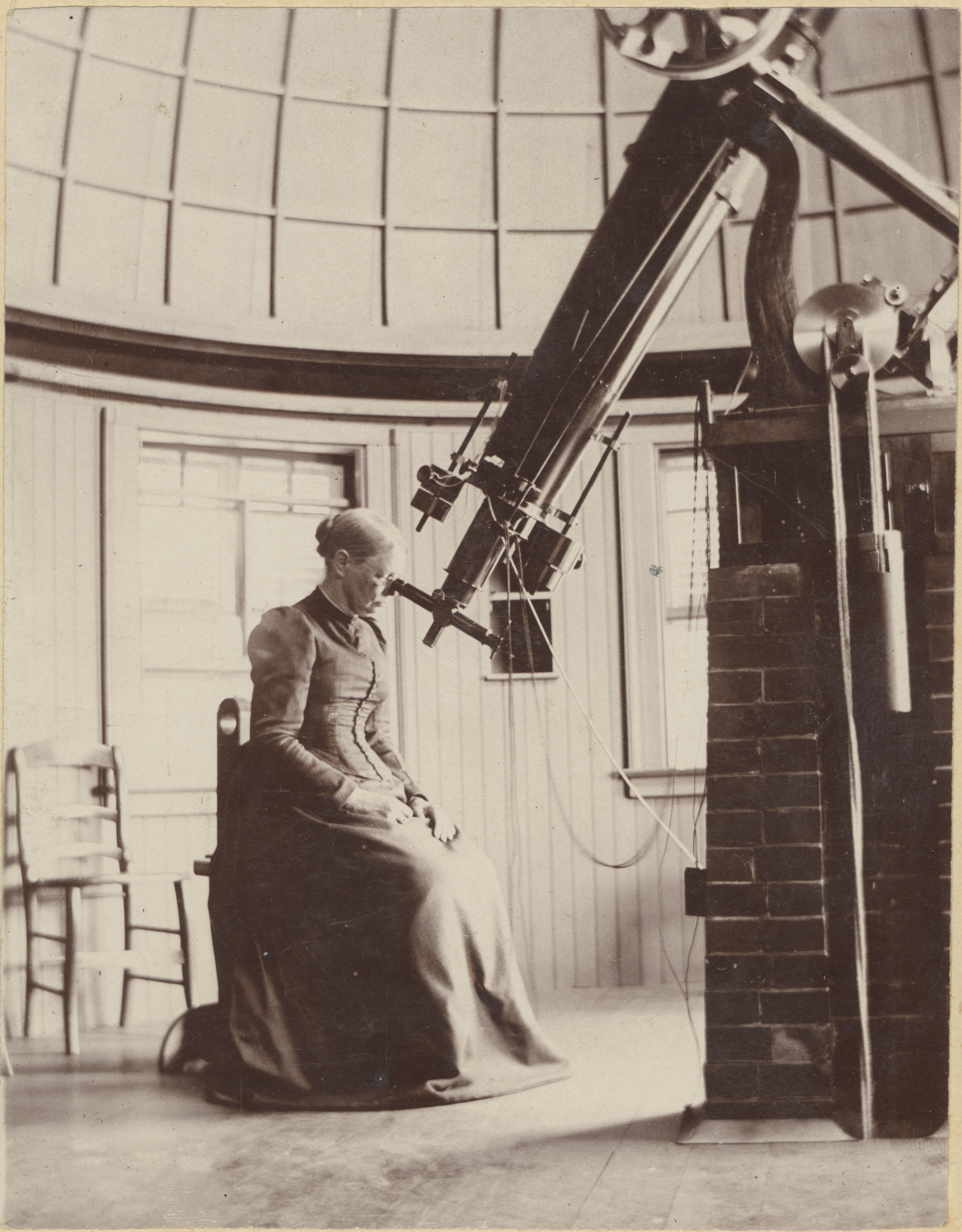
L’astronome Elisabeth M. Bardwell est diplômée en 1866.

- Olympia Brown, pasteur et suffragette américaine
- Lan Cao (en) 1983, juriste et romancière
- Barbara Cassani (en) 1982, femme d'affaires
- Jennifer K Dick, poète et universitaire
- Emily Dickinson, 1847 et 1848, poétesse[1]
- Ellen Fetter 1961, économiste
- Rachel Fuller Brown, 1920, chimiste
- Ella T. Grasso 1940, personnalité politique
- Virginia Hamilton Adair (en) 1933, poète
- Gloria Johnson-Powell 1958, psychiatre
- Harriet Metcalf 1981, sportive
- Abbie Park Ferguson, fondatrice du Huguenot College (en)[16]
- Frances Perkins 1902, femme politique[1]
- Jean Picker Firstenberg (en), 1958, productrice
- Helen Sawyer Hogg 1926, astronome[1]
- Lucy Stone 1838, féministe et abolitionniste
- Mona Sutphen (en) 1989, haut fonctionnaire
- Mildred Trotter 1920, anthropologue et anatomiste
- Nancy J. Vickers (en) 1967, présidente de Bryn Mawr College
- Florence Wald (en) 1938, directrice d'école d'infirmières
- Mary Eleanor Wilkins Freeman 1871, écrivaine
- Sara Menker, spécialiste en intelligence artificielle et entrepreneuse éthiopienne

## Architecture

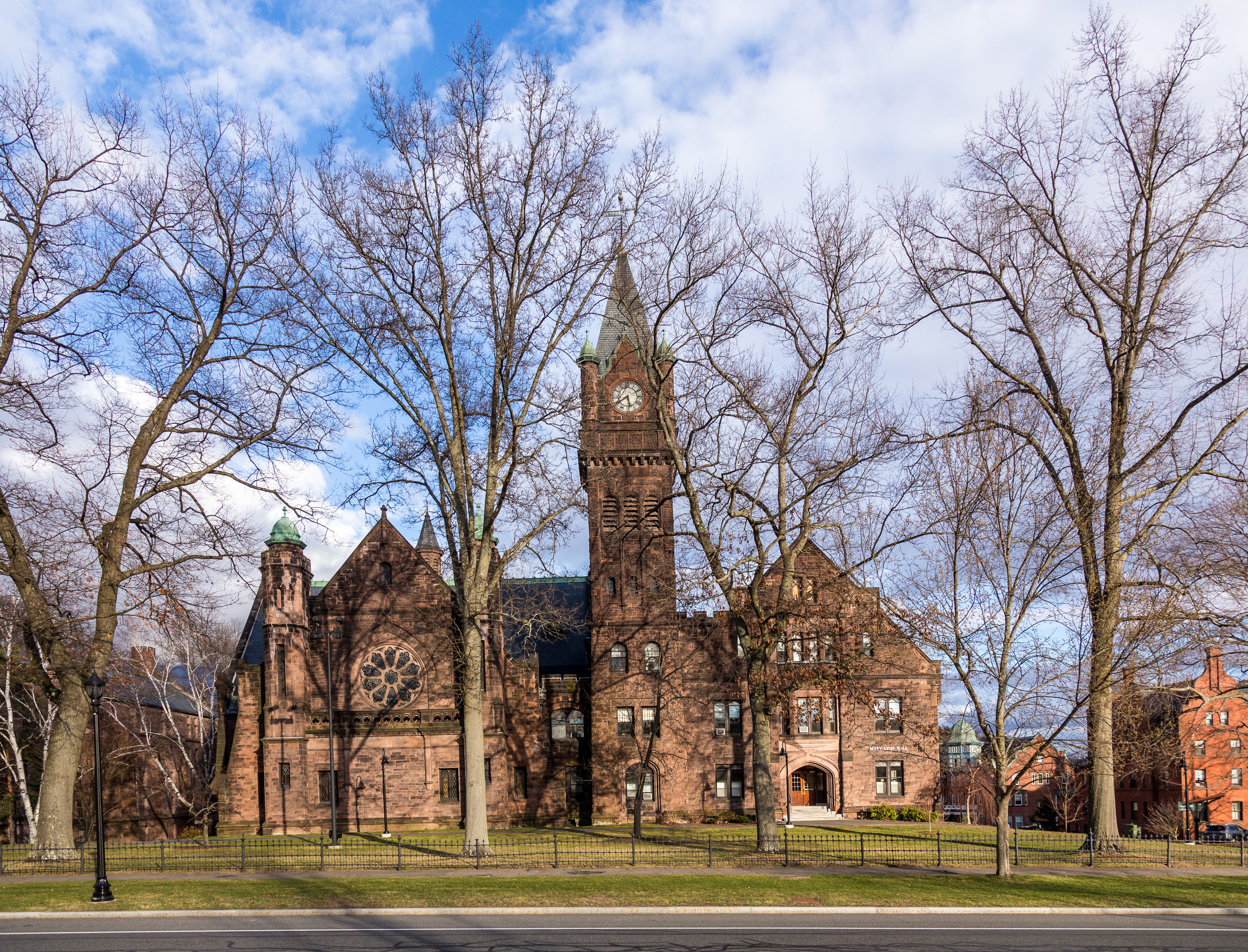
Mary Lyon Hall au Mount Holyoke College à South Hadley (Massachusettes), en 2016.

Le campus de Mount Holyoke College s'est agrandi avec le temps et comprend de nombreux bâtiments, dont le Mary Lyon Hall, l'Abbey Memorial Chapel, la Willinston Memorial Library et les Clapp Laboratories et le Mount Holyoke College Art Museum. Ce dernier est l'un des plus anciens musées liés à une université aux États-Unis, il a été fondé en 1876. La Willinston Memorial Library fait, quant à elle, partie des bibliothèques Carnegie.